# 新海大道
新海大道，中国安徽省合肥市的一条东西干道，原称物流大道，西起瑶海区物流支路正接涡阳路，东至瑶海区包公大道正接龙岗路。新海大道已建成全长6.8公里。沿路有新站工业园、新海公园等。

## 轨道交通
- █ 1号线：兴华苑（在建）
- █ 3号线：新海大道
- █ 4号线：新海公园